# نادي ميلوول
نادي ميلوول لكرة القدم (بالإنجليزية: Millwall Football Club) هو نادي كرة قدم إنجليزي تأسس في 3 أكتوبر 1885، يقع في منطقة برموندسي في جنوب شرق مدينة لندن. تأسس النادي في 2 أكتوبر 1885، ويلعب في بطولة تشامبيون شيب لكرة القدم. يلعب الفريق منذ تأسيسه على ملعب ذي دان الذي يستوعب 20146 متفرج.

## معرض صور

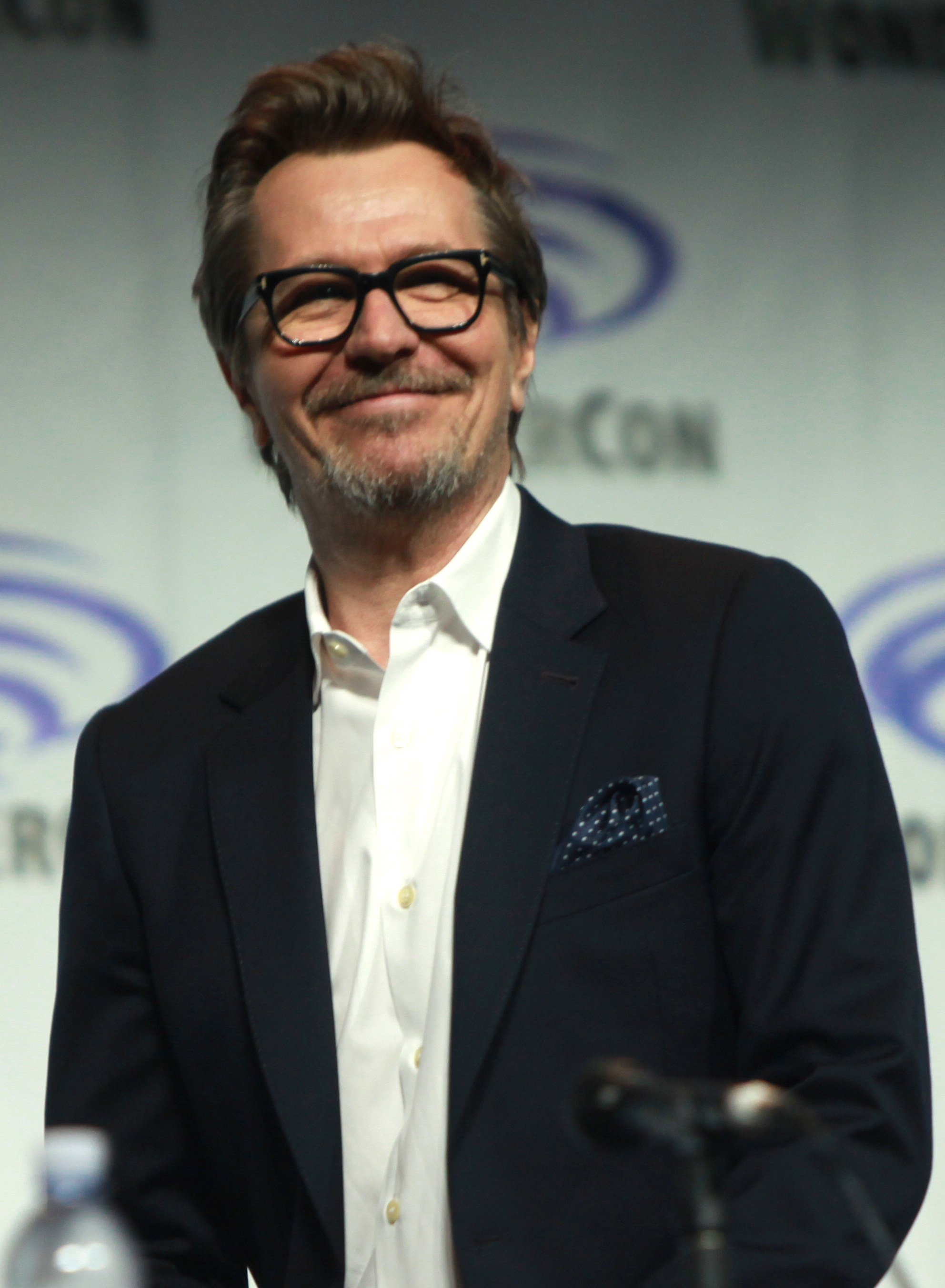
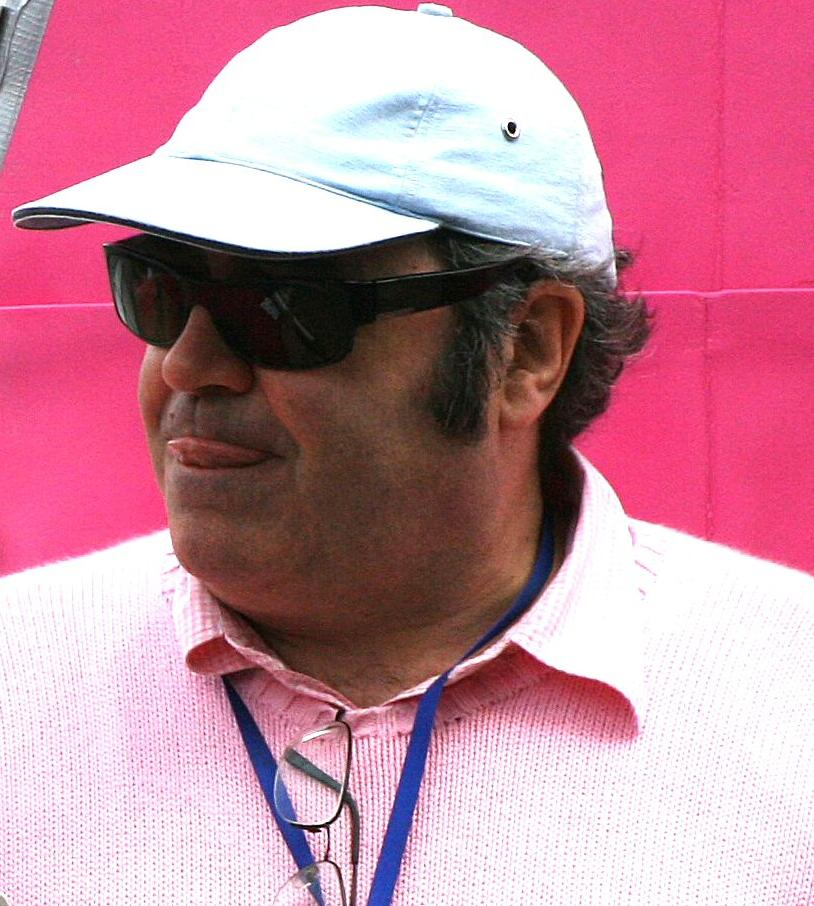
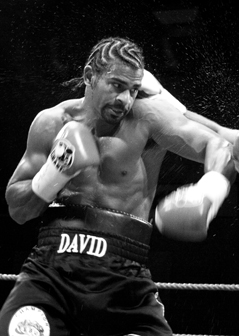
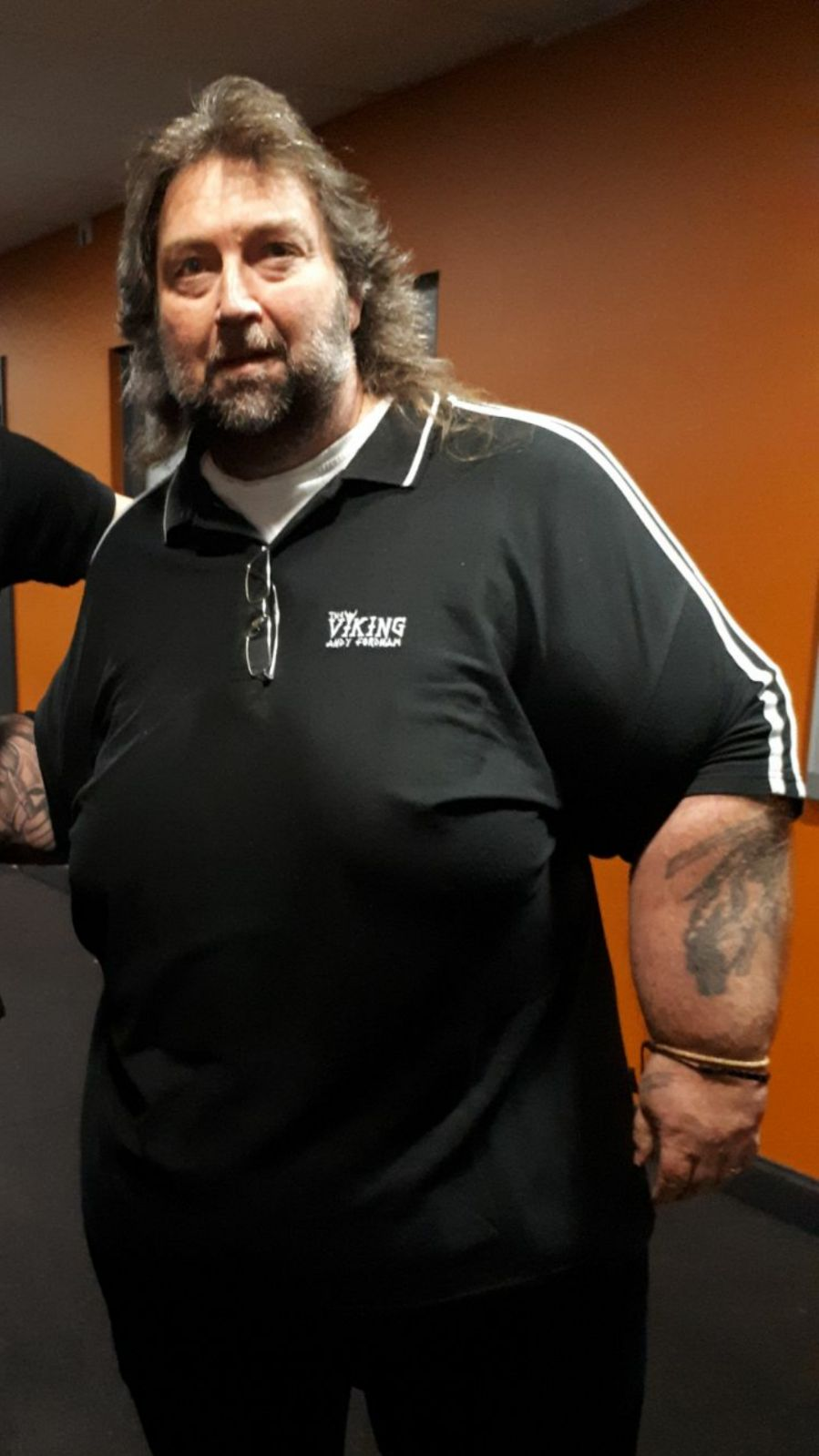
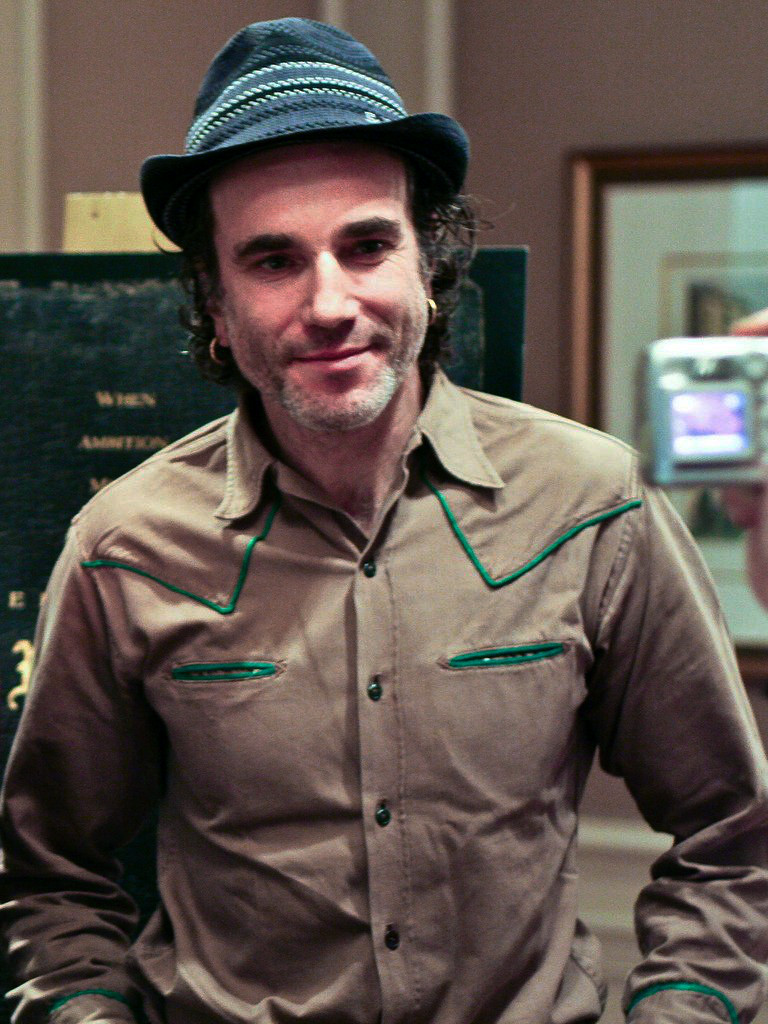
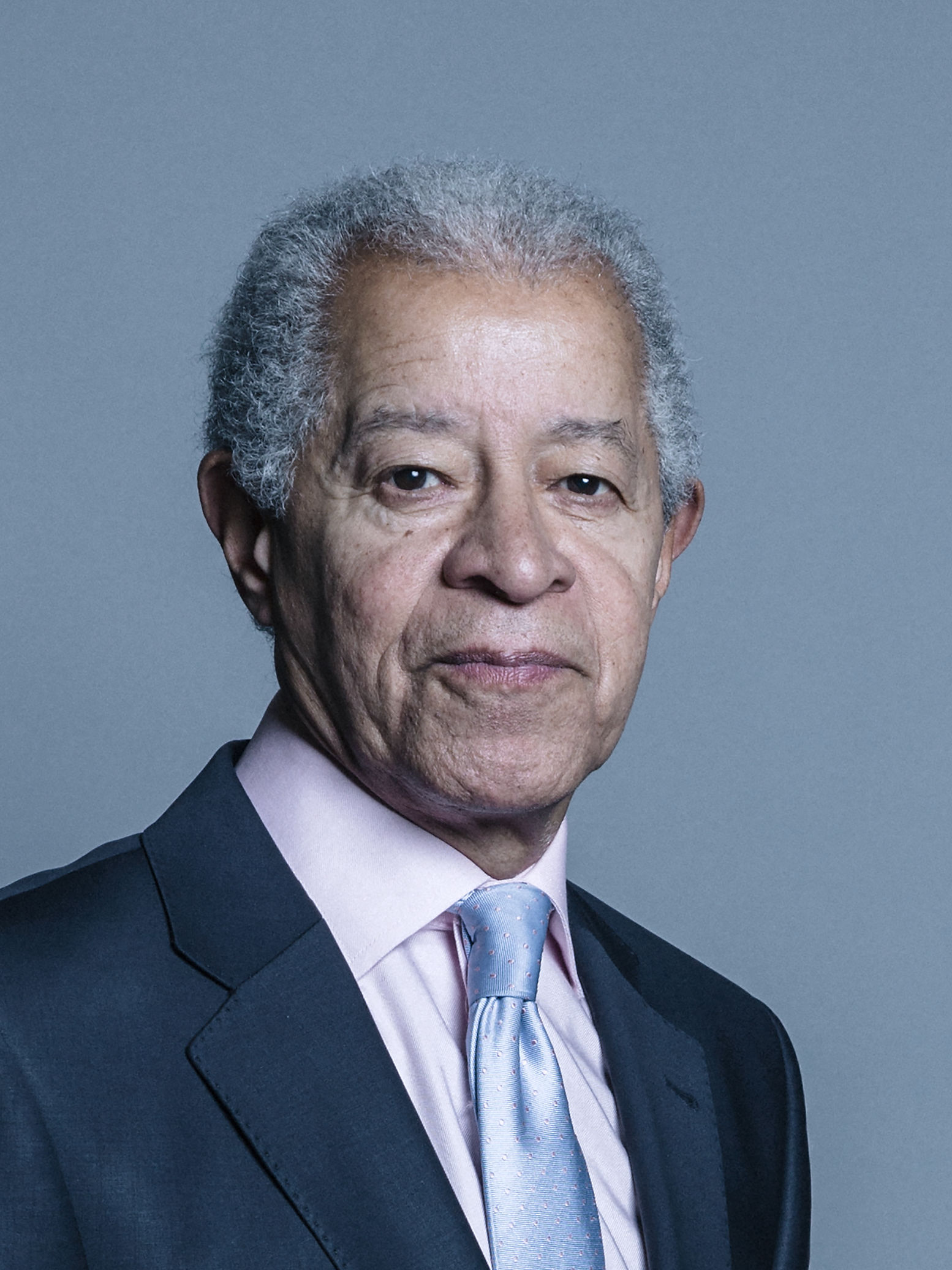

## اللاعبون

### التشكيلة الأساسية
آخر تحديث 1 سبتمبر 2022.
ملاحظة: تشير الأعلام إلى المنتخب الوطني على النحو المحدد في قواعد الأهلية للفيفا. قد يحمل اللاعبون أكثر من جنسية واحدة غير تابعة للفيفا.
| الرقم | البلد                       | المركز | اللاعب                                |
| ----- | --------------------------- | ------ | ------------------------------------- |
| 1     | إنجلترا                     | حارس   | جورج لونغ                             |
| 2     | جمهورية أيرلندا             | مدافع  | داني مكنمارا                          |
| 3     | إسكتلندا                    | مدافع  | موراي والاس                           |
| 4     | إنجلترا                     | مدافع  | شاون هوتشينسون ()                     |
| 5     | إنجلترا                     | مدافع  | جاك كوبر                              |
| 6     | إنجلترا                     | وسط    | جورج إيفانز                           |
| 7     | جمهورية الكونغو الديمقراطية | مهاجم  | بينيك أفوبي                           |
| 8     | إنجلترا                     | وسط    | بيلي ميتشيل                           |
| 9     | ويلز                        | مهاجم  | توم بردشاو                            |
| 10    | هولندا                      | مهاجم  | زيان فليمينغ                          |
| 11    | إنجلترا                     | مدافع  | سكوت مالون                            |
| 14    | إنجلترا                     | وسط    | تايلر بوري                            |
| 15    | إنجلترا                     | مدافع  | تشارلي كريسويل (معار من ليدز يونايتد) |

| الرقم | البلد            | المركز | اللاعب                               |
| ----- | ---------------- | ------ | ------------------------------------ |
| 16    | إنجلترا          | وسط    | جامي شاكليتون (معار من ليدز يونايتد) |
| 17    | المجر            | وسط    | كالوم ستايلز (معار من بارنسلي)       |
| 18    | إنجلترا          | وسط    | ريان ليونارد                         |
| 20    | إنجلترا          | مهاجم  | ماسون بينيت                          |
| 21    | ألمانيا          | مهاجم  | أندرياس فوغلسامر                     |
| 23    | أيرلندا الشمالية | وسط    | جورج سافيل                           |
| 25    | إنجلترا          | مهاجم  | إسحاق أولاوفي                        |
| 27    | إنجلترا          | حارس   | كونال ترومانكونال ترومان             |
| 33    | بولندا           | حارس   | بارتوش بياوكوفسكي                    |
| 35    | إنجلترا          | وسط    | هايدن مولر                           |
| 39    | إنجلترا          | وسط    | جورج حونيمان                         |
| 40    | كوسوفو           | مدافع  | بيسارت توبالوج                       |

### اللاعبون المعارون
آخر تحديث 4 يوليو 2022.
ملاحظة: تشير الأعلام إلى المنتخب الوطني على النحو المحدد في قواعد الأهلية للفيفا. قد يحمل اللاعبون أكثر من جنسية واحدة غير تابعة للفيفا.
| الرقم | البلد   | المركز | اللاعب                                                 |
| ----- | ------- | ------ | ------------------------------------------------------ |
| 13    | إنجلترا | حارس   | ريان ساندفورد (في ميدستون يونايتد حتى سبتمبر 2022)     |
| 34    | إنجلترا | مدافع  | أليكس جيه. ميتشيل ‏ (في سانت جونستون حتى 30 يونيو 2023) |
| —     | إنجلترا | حارس   | جو رايت (في نادي باث سيتي حتى 30 يونيو 2023)           |

## وصلات خارجية
- الموقع الإلكتروني